# ديانا سيلفا (عارضة أزياء)
ديانا كارولينا سيلفا فرانسيسكو (من مواليد 31 أكتوبر 1997) عارضة أزياء فنزويلية وحاملة لقب ملكة جمال فنزويلا عام 2022. ستمثل فنزويلا في مسابقة ملكة جمال الكون 2023، وقد توجت سابقًا بلقب ملكة جمال الأرض فنزويلا 2018. مثلت فنزويلا في مسابقة ملكة جمال الأرض 2018 في مول أوف آسيا أرينا في باساي بالفلبين واحتلت كواحدة من أفضل 8 المتأهلين للتصفيات النهائية.

## روابط خارجية
- Miss Earth Official Website
- Miss Earth Venezuela Official Website